# McLaren M7A
Chronologie des modèles (1968-1971)
McLaren M5A McLaren M9A
La McLaren M7A est une monoplace de Formule 1 engagée par McLaren Racing pour le Championnat du monde de Formule 1 1968 et 1969. La voiture a occasionnellement été utilisée ensuite de 1970 à 1971. Des versions évoluées B, C, et D ont été engagées jusqu'en 1971.

## Historique

### McLaren M7A
Pour la saison 1968, Bruce McLaren s'impose au Grand Prix de Belgique, tandis que Denny Hulme remporte les Grands Prix d'Italie et du Canada. L'équipe McLaren Racing termine vice-championne, quand Hulme se classe troisième.
En 1969, Denny Hulme remporte la quatrième victoire de la McLaren M7A, lors du Grand Prix du Mexique.

### McLaren M7B et M7C
La McLaren M7B a été produite à exemplaire unique pour Vic Elford en 1969. La McLaren M7C était la voiture personnelle de Bruce McLaren pour la saison 1969.

### McLaren M7D
La McLaren M7D est une version évoluée de la McLaren M7A, construite en 1968.
Andrea de Adamich est engagé pour cinq Grands Prix de la saison 1970. En Espagne et à Monaco, il ne se qualifie pas. En Belgique, il déclare forfait. 
En France, qualifié quinzième devant Joseph Siffert sur sa March 701 et derrière Rolf Stommelen sur sa Brabham BT33, il abandonne au vingt-neuvième tour. 
En Grande-Bretagne, il se qualifie dix-neuvième devant John Surtees sur Surtees TS7 et derrière Chris Amon sur March 701 ; cependant, il ne prend pas le départ à cause d'une fuite d'essence. 
En Italie, Nanni Galli le remplace volant et ne se qualifie pas.